# Michael A. Andrews

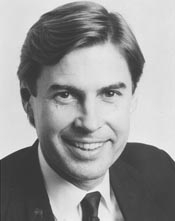
Michael A. Andrews

Michael Allen Andrews (* 7. Februar 1944 in Houston, Texas) ist ein US-amerikanischer Politiker (Demokratische Partei). Er vertrat den Bundesstaat Texas im US-Repräsentantenhaus.
Nach seinem High-School-Abschluss in Fort Worth im Jahr 1962 besuchte Michael Andrews die University of Texas in Austin und erwarb dort 1967 den Bachelor of Arts. Drei Jahre später folgte der Juris Doctor von der Southern Methodist University in Dallas, woraufhin er 1971 in die Anwaltskammer von Texas aufgenommen wurde und als privater Jurist zu praktizieren begann. Nach einer Tätigkeit als Law Clerk bei einem Bundesbezirksrichter fungierte er zwischen 1972 und 1976 als stellvertretender Bezirksstaatsanwalt im Harris County. Anschließend betrieb er bis 1983 wieder eine eigene Kanzlei.
1982 wurde Andrews im neu eingerichteten 25. Distrikt von Texas in den Kongress, wo er sein Mandat nach mehrfacher Wiederwahl vom 3. Januar 1983 bis zum 3. Januar 1995 ausübte. 1994 kandidierte er nicht erneut, sondern bewarb sich um einen Sitz im US-Senat. In der Primary der Demokraten belegte er jedoch nur den dritten Platz.